# Antón de Marirreguera

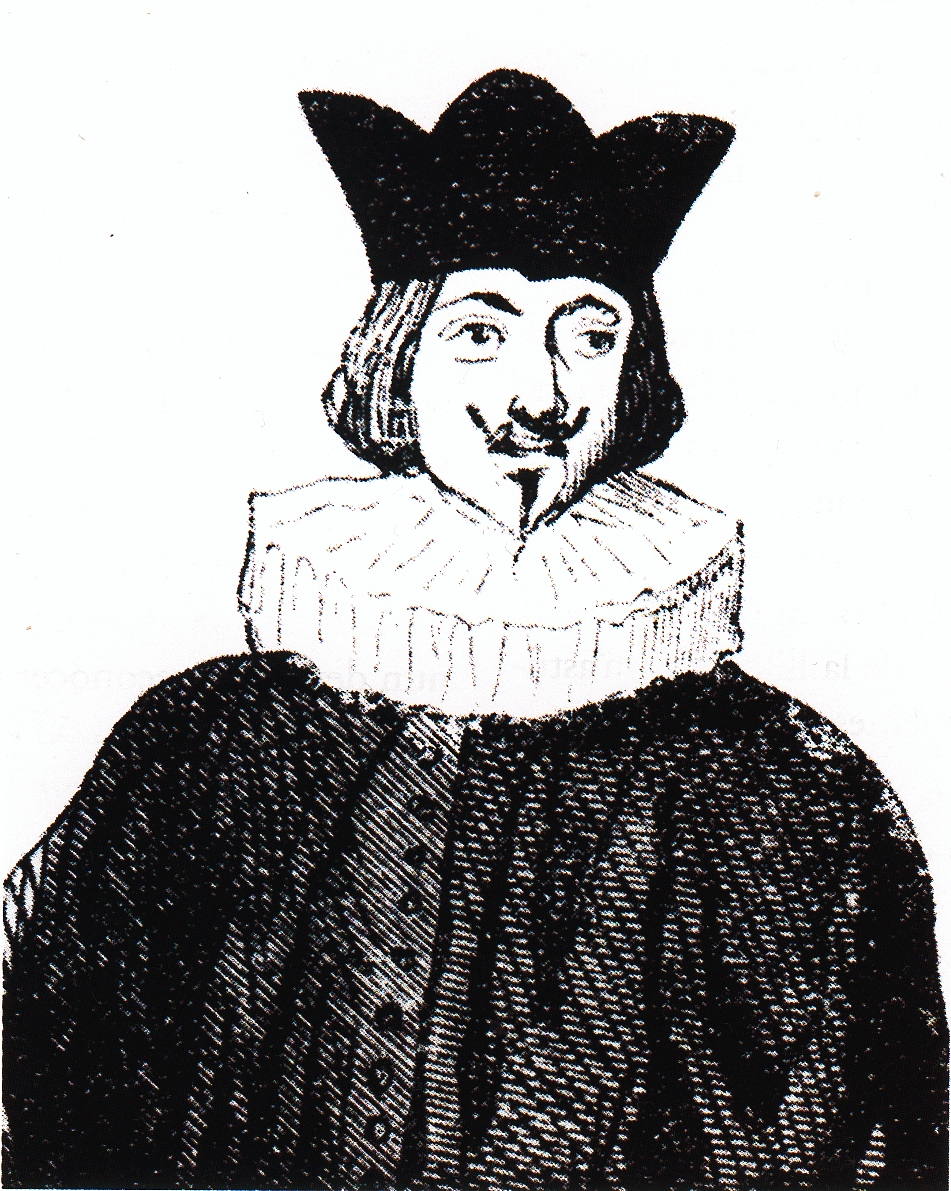
Retrato idealizado del.

Antón González Reguera, conocido como Antón de Marirreguera (Pronunciación:ⓘ) es el autor de la que se considera la primera obra literaria conservada en asturiano, el Pleitu ente Uviéu y Mérida pola posesión de les cenices de santa Olaya, escrita en 1639 y considerada una de las mejores.  Otras obras suyas son el poema Diálogu políticu, las fábulas Dido y Eneas y Hero y Lleandro y los entremeses L’ensalmador, L’alcalde y Los alcaldes.

## Elementos biográficos
Antón González Reguera nació en los primeros años del siglo XVII en Logrezana (Carreño), en una familia de hidalgos. De la madre, que se llamaba María González Reguera, procede el sobrenombre de Antón de Marirreguera. Se cree su padre se llamaba Pedro Álvarez Hevia y que murió joven; al quedar huérfano de padre y emprender estudios eclesiásticos, siguiendo la tradición materna, pudo tomar el apellido de su madre.  Esto explicaría que, en algunos manuscritos, aparezca con el nombre de Antonio Álvarez.
Tras estudiar Latín, Humanidades y Teología en la Universidad de Oviedo, fue ordenado sacerdote en 1631 y más tarde, se hizo cargo de diversas parroquias en Carreño.
En los padrones de hidalguía de este concejo aparece con el nombre de Antonio González Reguera como cura de Priendes en 1640 y 1644. En 1645 aparece como cura de Albandi, pero con el nombre de Antonio González Moñiz, al tomar el apellido de su tío Xoan Moñiz, quien lo precedió en la misma parroquia.  
En la documentación de Albandi sigue apareciendo como párroco hasta 1661, cuando es sucedido en el cargo por su sobrino Xuan Rodríguez Reguera. Al no aparecer en los padrones de hidalguía de 1662, se supone que debió de morir entre 1661 y 1662.

## Obra
Antón de Marirreguera ya era conocido como escritor desde que estudiaba en la Universidad y sus obras alcanzaron gran popularidad durante su vida.  Sin embargo, al transmitirse de forma manuscrita y hasta oralmente,  muchas de ellas se perdieron.  Según González Posada, el mismo Antón de Marirreguera mandó a su sobrino, poco antes de morir, que quemara algunos papeles suyos “para que no se diga que un cura se entretuvo en estas cosas”. 
Las obras perdidas de las que se tiene constancia son las tituladas Los impuestos,  Padrenuesu, Razonamientu ente Xuan Moñiz y Pero Suare y Décimes, a las que conviene añadir Píramo y Tisbe, por considerarse hoy día de atribución dudosa la versión recogida por José Caveda y Nava.  
La primera edición de sus obras se debe a González Posada, quien publicó el Pleitu ente Uviéu y Mérida y la primera octava de Dido y Eneas en Memorias Históricas del Principado de Asturias y Obispado de Oviedo (1794).  
Más tarde, José Caveda y Nava incluyó en su Colección de poesías en dialecto asturiano  ( 1839 ) estos dos poemas, añadiéndoles Hero y Lleandro, Píramo y Tisbe, Diálogu políticu y L’ensalmador.  
La edición más reciente, y la más completa, es la de Xulio Viejo, que lleva por título Fábules, Teatru y Romances (1997). En el estudio introductorio de esta edición, se cuestiona la atribución a Marirreguera de la fábula de Píramo y Tisbe que recogió Caveda.  Xulio Viejo  considera probable que esa composición sea obra de Benito de l'Auxa, aunque se sabe que  Marirreguera escribió otra con el mismo título.
En mayo del año 2000, la Semana de las Letras asturianas estuvo dedicada a su obra. Con  este motivo, se llevó a la escena la adaptación de L’ensalmador hecha por Lluis Antón González y dirigida por Xulio Vixil.
El escritor asturiano, Marino Busto García, ha escrito sobre él, el libro titulado: "El Príncipe de los poetas asturianos, Antón de Marirreguera", Candás, Ayuntamiento de Carreño, 1985